# نيل بيكر
نيل بيكر (بالإنجليزية: Neal Baker)‏ هو لاعب كرة قاعدة أمريكي، ولد في 30 أبريل 1904 في لا بورت في الولايات المتحدة، وتوفي في 5 يناير 1982 في هيوستن في الولايات المتحدة.

## وصلات خارجية
- نيل بيكر على موقعبيزبول رفرنس.كوم (الدوري الرئيسي) (الإنجليزية)
- نيل بيكر على موقعبيزبول رفرنس.كوم (الدوري الثانوي) (الإنجليزية)